# Mark Tyler
Mark Tyler (nascido em Phoenix, no estado do Arizona, Estados Unidos), é um cantor norte americano e ex-participante das cegas abertas do programa American Idol. Depois de seu amor pela música que ele aprendeu sozinho piano e guitarra, tocar de ouvido, e aprender peças clássicas difíceis apenas para o desafio. Embora a música e as artes não foram incentivados na escola de professores, ele continuou a tocar piano e guitarra, escrever canções e a cantar, independentemente dos obstáculos. Cantando em quase todas as bandas da igreja e fazendo testes para qualquer produção escolar foi capaz de dar-lhe a confiança e presença de palco que ele tem hoje.

## Carreira
Mark Tyler produziu e gravou seu primeiro álbum em 2000, intitulado "On My Own", incluindo um remake da canção "Desperado", da banda Eagles. Em 2001, Mark Tyler mudou-se para o Decatur, Alabama para estudar com o instrutor vocal aclamado Brett Manning, em Nashville, TN. Ele foi capaz de financiar suas aulas com a venda de todas as suas posses e trabalhar oitenta horas por semana como garçom em um pequeno restaurante em Decatur. Depois de terminar a instrução e completar todas as aulas na escola vocal em sete meses, ele foi convidado para fazer um estágio por Brett Manning para se tornar um instrutor certificado. Brett Manning diz que Mark é um dos, ou se não, o mais elevados vocalistas cantares masculinos que ele conhece.
Ele já dividiu o palco com Fantasia Barino abrindo para seu concerto Martin Luther King, em Phoenix, AZ, em janeiro de 2005. Mais de sessenta mil pessoas assistiram o concerto. Como resultado de seu desempenho, ele foi chamado de volta para realizar novamente a cada ano. Ele cantou no Jubilee Balloon Festival (Festival de Balão Jubileu) em Decatur, Alabama, para mais de quarenta mil pessoas, em 2002. Mark Tyler estava no grupo escolha do produtor em 2002 do American Idol, indo todo o caminho de volta para Hollywood, Los Angeles, e para competir por duas vagas abertas no Wild Card Show. Ele também viajou com um grupo gospel, Eddie James e Colourblind em seu "Break the Walls Tour" em todo os Estados Unidos, em 2001.
Em 14 de agosto de 2013 Mark Tyler lançou seu segundo extended play. O EP foi lançado no site iTunes contendo sete faixas de sua autoria.
Mark postou em suas redes sociais, em 24 de abril de 2014, uma foto de um teclado, compartilhando que estaria preparando um novo trabalho: "And the practicing for the new album out this summer begins. New single out late May under 'Titan Propaganda Records'" (em PT: "E a prática para o novo álbum sair neste verão, começa. Novo single no final de Maio sob 'Titan Propaganda Records'"). Tyler publicou o nome do novo álbum, intitulado "Are & Be", porém foi engavetado e o cantor entrou com um hiato na carreira.

## Discografia
| Ano  | Título                    | Nota                 | Ref.  |
| ---- | ------------------------- | -------------------- | ----- |
| 2000 | On My Own                 | EP, Download digital | -     |
| 2013 | Requiem Of a Broken Heart | EP, Download digital | [ 3 ] |

| Ano  | Título                             | Álbum                       |
| ---- | ---------------------------------- | --------------------------- |
| 2000 | Desperado                          | "On My Own"                 |
| 2011 | I Could Have Been                  | "Requiem Of a Broken Heart" |
| 2011 | Why                                | "Requiem Of a Broken Heart" |
| 2011 | Man in the Box (feat. Dame Grease) | Adicionado à nenhum álbum   |
| 2011 | Open Spaces                        | "Requiem Of a Broken Heart" |
| 2011 | Bottle of Bad Ideas                | "Requiem Of a Broken Heart" |
| 2011 | Bottle of Bad Ideas (Acoustic Mix) | "Requiem Of a Broken Heart" |
| 2013 | No More Lies                       | "Requiem Of a Broken Heart" |

| Ano  | Título    | Álbum                       |
| ---- | --------- | --------------------------- |
| 2011 | Amplify   | "Nukleuz In Canada, Vol. 2" |
| 2012 | Rush      | "This Is Hard Electrik"     |
| 2013 | In Dreams | "Requiem Of a Broken Heart" |

## Turnês
| Título                 | Nota                              |
| ---------------------- | --------------------------------- |
| Break the Walls Tour   | com "Eddie James" e "Colourblind" |
| Mark Tyler Music Tour  | Pocket show (solo)                |
| Tour Of a Broken Heart | Regional (solo)                   |